# Daria Shmeliova (ciclista)
Daria Mijáilovna Shmeliova –en ruso, Дарья Михайловна Шмелёва– (Moscú, 26 de octubre de 1994) es una deportista rusa que compite en ciclismo en la modalidad de pista, especialista en las pruebas de velocidad por equipos y contrarreloj.
Participó en dos Juegos Olímpicos de Verano, obteniendo dos medallas en la prueba de velocidad por equipos, plata en Río de Janeiro 2016 (junto con Anastasiya Voinova) y bronce en Tokio 2020 (con Anastasiya Voinova). En los Juegos Europeos de Minsk 2019 obtuvo cuatro medallas, dos de oro y dos de bronce.
Ganó 11 medallas en el Campeonato Mundial de Ciclismo en Pista entre los años 2015 y 2021, y 21 medallas en el Campeonato Europeo de Ciclismo en Pista entre los años 2012 y 2021.

## Medallero internacional
| Juegos Olímpicos   | Juegos Olímpicos          | Juegos Olímpicos  | Juegos Olímpicos      |
| Año                | Lugar                     | Medalla           | Competición           |
| ------------------ | ------------------------- | ----------------- | --------------------- |
| 2016               | Río de Janeiro ( Brasil)  | Medalla de plata  | Velocidad por equipos |
| 2020               | Tokio ( Japón)            | Medalla de bronce | Velocidad por equipos |
| Campeonato Mundial |                           |                   |                       |
| Año                | Lugar                     | Medalla           | Competición           |
| 2015               | Saint-Quentin ( Francia)  | Medalla de plata  | Velocidad por equipos |
| 2016               | Londres ( Reino Unido)    | Medalla de oro    | Velocidad por equipos |
| 2017               | Hong Kong ( China)        | Medalla de oro    | Velocidad por equipos |
| 2017               | Hong Kong ( China)        | Medalla de oro    | 500 m contrarreloj    |
| 2018               | Apeldoorn ( Países Bajos) | Medalla de plata  | 500 m contrarreloj    |
| 2018               | Apeldoorn ( Países Bajos) | Medalla de bronce | Velocidad por equipos |
| 2019               | Pruszków ( Polonia)       | Medalla de oro    | 500 m contrarreloj    |
| 2019               | Pruszków ( Polonia)       | Medalla de plata  | Velocidad por equipos |
| 2019               | Pruszków ( Polonia)       | Medalla de bronce | Keirin                |
| 2021               | Roubaix ( Francia)        | Medalla de plata  | Velocidad por equipos |
| 2021               | Roubaix ( Francia)        | Medalla de bronce | 500 m contrarreloj    |
| Juegos Europeos    |                           |                   |                       |
| Año                | Lugar                     | Medalla           | Competición           |
| 2019               | Minsk ( Bielorrusia)      | Medalla de oro    | Velocidad por equipos |
| 2019               | Minsk ( Bielorrusia)      | Medalla de oro    | 500 m contrarreloj    |
| 2019               | Minsk ( Bielorrusia)      | Medalla de bronce | Velocidad individual  |
| 2019               | Minsk ( Bielorrusia)      | Medalla de bronce | Keirin                |
| Campeonato Europeo |                           |                   |                       |
| Año                | Lugar                     | Medalla           | Competición           |
| 2012               | Panevėžys ( Lituania)     | Medalla de plata  | Velocidad por equipos |
| 2014               | Baie-Mahault ( Francia)   | Medalla de oro    | Velocidad por equipos |
| 2015               | Grenchen ( Suiza)         | Medalla de oro    | Velocidad por equipos |
| 2015               | Grenchen ( Suiza)         | Medalla de bronce | 500 m contrarreloj    |
| 2016               | Saint-Quentin ( Francia)  | Medalla de oro    | Velocidad por equipos |
| 2016               | Saint-Quentin ( Francia)  | Medalla de oro    | 500 m contrarreloj    |
| 2017               | Berlín ( Alemania)        | Medalla de oro    | Velocidad por equipos |
| 2017               | Berlín ( Alemania)        | Medalla de bronce | Velocidad individual  |
| 2017               | Berlín ( Alemania)        | Medalla de bronce | 500 m contrarreloj    |
| 2018               | Glasgow ( Reino Unido)    | Medalla de oro    | Velocidad individual  |
| 2018               | Glasgow ( Reino Unido)    | Medalla de oro    | Velocidad por equipos |
| 2018               | Glasgow ( Reino Unido)    | Medalla de oro    | 500 m contrarreloj    |
| 2018               | Glasgow ( Reino Unido)    | Medalla de bronce | Keirin                |
| 2019               | Apeldoorn ( Países Bajos) | Medalla de oro    | Velocidad por equipos |
| 2019               | Apeldoorn ( Países Bajos) | Medalla de plata  | 500 m contrarreloj    |
| 2019               | Apeldoorn ( Países Bajos) | Medalla de bronce | Keirin                |
| 2020               | Plovdiv ( Bulgaria)       | Medalla de oro    | Velocidad por equipos |
| 2020               | Plovdiv ( Bulgaria)       | Medalla de oro    | 500 m contrarreloj    |
| 2020               | Plovdiv ( Bulgaria)       | Medalla de plata  | Velocidad individual  |
| 2021               | Grenchen ( Suiza)         | Medalla de oro    | 500 m contrarreloj    |
| 2021               | Grenchen ( Suiza)         | Medalla de bronce | Velocidad por equipos |